# 연꼴

연꼴의 정의

평면 기하에서 연꼴은 어떤 이웃한 두 쌍의 변의 길이가 각각 같은 사각형이다. 마주보는 크기가 같은 한 쌍의 대각을 잇는 대각선을 중앙대각선이라고 한다. 연의 실이 이어지는 부분인 셈이다. 모바일에서는 윗그림, 데스크톱에서는 옆그림에 뉘여있다.

## 특징
- 연꼴의 두 대각선은 서로 수직이다.
- 마주보는 한 쌍의 대각의 크기가 같다.
- 어떤 대각 한 쌍의 합이 180°일 때 그 연꼴에는 항상 외접원이 존재한다.
- 항상 내접원이 존재한다.

## 넓이
연꼴의 넓이는 두 대각선의 길이의 곱의 절반이다.(마름모와 일치)
| - 일반적인 사각형 - 사다리꼴 - 등변사다리꼴 - 연꼴 - 평행사변형 - 마름모 - 직사각형 - 정사각형 |